# Uberach
Uberach (en alsacià Ìwerach) és un antic municipi i actual municipi delegat francès, situat a la regió del Gran Est, al departament del Baix Rin. L'any 1999 tenia 1.091 habitants.
A finals del 2015 es va unir als municipis de Pfaffenhoffen i La Walck i crear Val de Moder.

## Demografia
| 1962  | 1968  | 1975  | 1982  | 1990  | 1999  |
| ----- | ----- | ----- | ----- | ----- | ----- |
| 1.028 | 1.141 | 1.127 | 1.125 | 1.089 | 1.091 |

## Administració
| Període   | Identitat      | Partit | Qualitat |  |
| --------- | -------------- | ------ | -------- |  |
| 1963-1965 | Charles Godar  |        |          |  |
| 1965-1983 | Michel Lacroix |        |          |  |
| 1983-1989 | Georges Hepp   |        |          |  |
| 1989-     | Rémi Bertrand  |        |          |  |